# اچ‌ام‌ای‌اس جونی
اچ‌ام‌ای‌اس جونی (به انگلیسی: HMAS Junee) یک کشتی بود که طول آن ۱۸۶ فوت (۵۷ متر) بود. این کشتی در سال ۱۹۴۳ ساخته شد.